# 비행기재
비행기재는 강원특별자치도 평창군 미탄면과 정선군 정선읍을 연결하는 고개이다.
다른 이름으로 마전령(麻田嶺) 또는 마전치(麻田峙)라고도 한다. 비행기재라는 이름은 고개가 높고 꼬불꼬불하여 마치 비행기를 탄 것 같아 붙여진 이름이다. 높이는 해발 503m이다. 국도 제42호선이 이 곳을 지나며, 1998년에 비행기재터널이 개통되어 이 곳을 지나는데 한결 수월해졌다.